# Cryphia rungsi
Cryphia rungsi là một loài bướm đêm trong họ Noctuidae.